# Lagarolampis
Lagarolampis is een geslacht van rechtvleugeligen uit de familie Romaleidae. De wetenschappelijke naam van dit geslacht is voor het eerst geldig gepubliceerd in 1978 door Descamps.

## Soorten
Het geslacht Lagarolampis omvat de volgende soorten:
- Lagarolampis amazonica Descamps, 1978
- Lagarolampis cararensis Rowell, 1999
- Lagarolampis cordobae Descamps, 1978
- Lagarolampis gamboensis Rowell, 1999
- Lagarolampis maculata Rowell, 1999
- Lagarolampis versicolor Descamps, 1978